# Chips Ahoy!

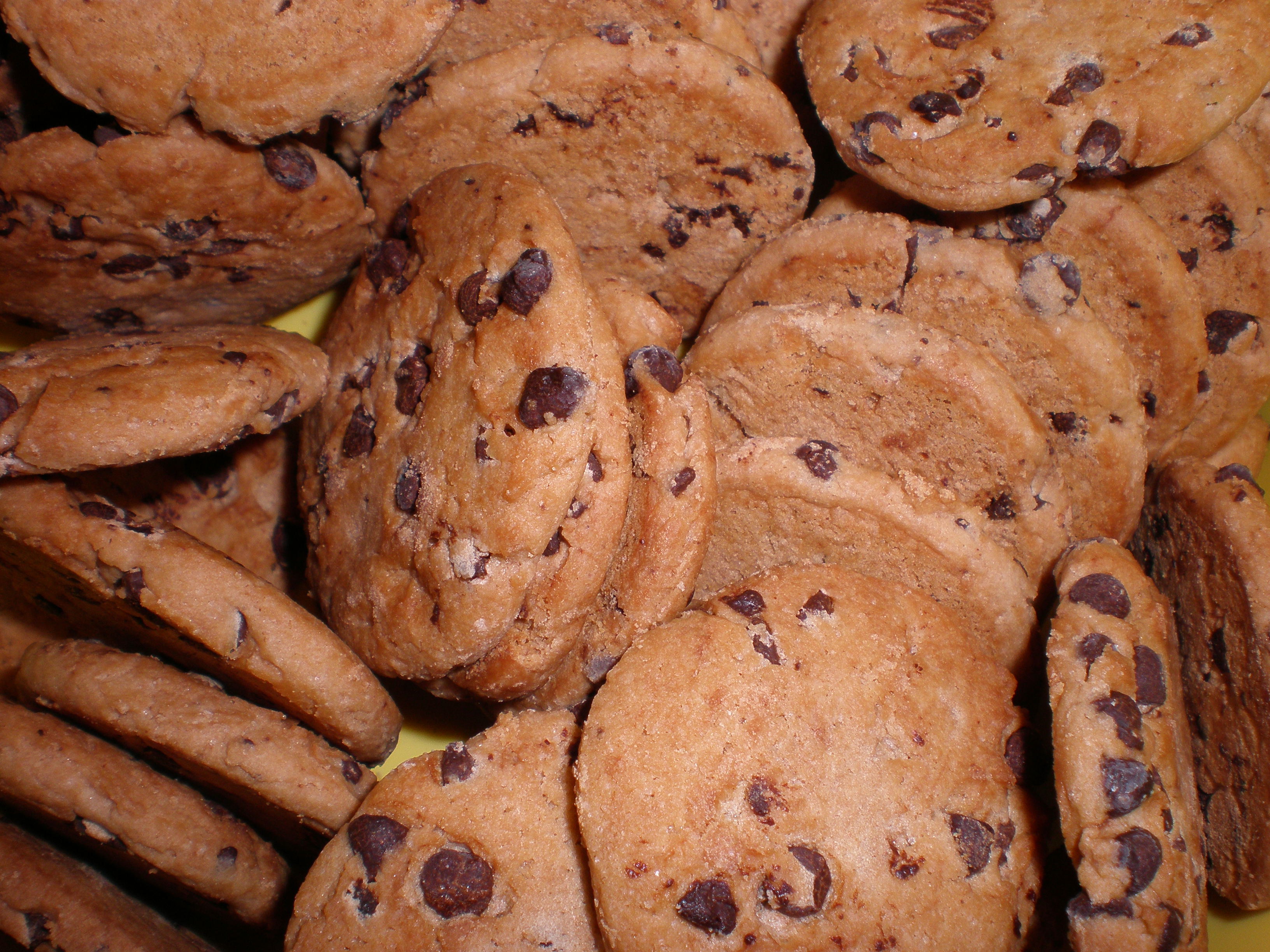
Chips Ahoy!-kakor, 2009.

Chips Ahoy! är ett varumärke för vetekakor med chokladbitar, ägt av den amerikanska livsmedelsproducenten Nabisco, som i sin tur ägs av Mondelez International. Kakvarumärket introducerades 1963.
År 2020 var Chips Ahoy! det näst mest sålda kakvarumärket i USA med en total försäljning på 619,4 miljoner amerikanska dollar. Nabisco själva hävdade i mars 2024 att varumärket har en amerikansk marknadsandel på mer än 53% för vetekakor med chokladbitar medan marknadsundersökningsföretaget Euromonitor International hävdade att Chips Ahoy! har 10% av den globala marknaden för kakor.